# Gamma Sculptoris
Gamma Sculptoris (γ Scl / HD 219784) è una stella nella costellazione dello Scultore. Si tratta di una gigante arancione di magnitudine apparente di 4,41 e dista 182 anni luce dalla Terra. La sua massa è del 60% superiore a quella solare, con un raggio 14 volte superiore.
La stella ha una metallicità di poco inferiore a quella del nostro Sole ([Fe/H]= -0,05).